# Cerapachys pruinosus
Cerapachys pruinosus är en myrart som beskrevs av Brown 1975. Cerapachys pruinosus ingår i släktet Cerapachys och familjen myror. Inga underarter finns listade i Catalogue of Life.